# Bernadette Herman
Œuvres principales
- Série Le Grand Dédé
- Trilogie à quatre mains avec Abdelkader Boucharba

Bernadette Herman, écrivain belge, est née le 23 mars 1944 à Rochefort en Belgique. Elle a publié seule ou en coécriture huit romans.

## Biographie
Pendant 36 ans, elle a été cuisinière à l'école Jean XXIII de Rochefort,.
Jeune retraitée, à partir de 2006, et grâce aux échanges de courrier électronique, Bernadette Herman a coécrit ses trois premiers romans avec 
Abdelkader Boucharba qui vivait lui, en Algérie. Une rencontre virtuelle et publique est organisée le 9 février 2008 par la bibliothèque de Rochefort. Les deux auteurs ne se sont rencontrés physiquement pour la première fois qu'à l'occasion d'un voyage en Algérie de l'auteur après la parution de leur troisième titre.
Le critique littéraire Laurent Guyot, du journal L'Avenir parle en ces termes de Clic Party ! :
« Plus que jamais, l’écriture est devenue, pour Bernadette Herman, passion dévorante. Son public connaissait la précision de sa plume et son goût pour les expressions «rock and roll». Les lecteurs vont en outre, avec Clic party, découvrir à quel point la romancière de la cité des Roches ne laisse rien au hasard quand il s’agit de se plonger dans un sujet. C’est que, afin de mieux connaître le monde des sites de rencontres, Bernadette n’a pas hésité à s’inscrire… sur six d’entre eux. Elle raconte : «Au début, c’était juste pour mieux appréhender cet univers que je soupçonnais particulier. Mais de fil en aiguille, on se pique au jeu. Cinq ou six rencontres réelles en ont découlé. Mais, heureusement, j’ai les pieds bien sur terre et du caractère, je n’ai donc pas hésité à mettre de l’ordre dans tout ça. Si j’ai eu peur ? Oh vous savez, moi, je n’ai plus peur de rien. J’ai fait l’Algérie, hein!.» Bernadette faisant ainsi allusion, avec le sens de la répartie et la bonne humeur qui la caractérisent, à ses premiers pas dans l’écriture, qu’elle avait effectués «à quatre mains» avec l’auteur algérien Abdelkader Boucharba, qu’elle n’avait pas hésité à aller rencontrer dans son pays. »
Toujours selon le critique Guyot, nous pourrions qualifier l'écriture de Bernadette Herman de "suspense haut en couleur, ornée d'expressions fleuries.  L'histoire est à rebondissements avec une fin surprenante."

## Œuvres
- Quatre romans en coécriture avec Abdelkader Boucharba (écriture à quatre mains).
  - 2007 : Qasida, Artésis Éditions (Bruxelles), en lecture libre en ligne.
  - 2007 : El Mektoub, Artésis Éditions (Bruxelles), en lecture libre en ligne.
  - 2007 : La Gardienne du kiosque[8],[9],[10], Artésis Éditions (Bruxelles), en lecture libre en ligne.
  - 2008 : La Gardienne du kiosque[11], réédition aux Éditions L'Harmattan[12] (Paris),  (ISBN 9782296065208).
  - 2014 : Le Souffle de Novembre[13], Éditions Édilivre[14] (Paris),  (ISBN 9782332692900).

- En solo, la série Le Grand Dédé.
  - 2010 : La Ruelle maudite[15],[16],[17], préface de Pascale Baidak, journaliste RTBF, Éditions L'Esprit des Aigles (Bruxelles).
  - 2010 : La Chambre de visite[18],[19],[20], Éditions L'Esprit des Aigles (Bruxelles).
  - 2011 : L'Héritage d'Eloïse Beaubois[21],[22],[23],[24],[25], Éditions L'Esprit des Aigles (Bruxelles).
  - 2012 : Clic Party ![26],[7], Éditions L'Esprit des Aigles (Bruxelles).
  - 2013 : Il s'en passe de drôles[27], Éditions L'Esprit des Aigles (Bruxelles).
  - 2014 : Tous les Mardis ne sont pas gras[28],[29], Éditions L'Esprit des Aigles (Bruxelles),  (ISBN 9782874850233).
  - 2015 : L'Amour a quitté le Pré[30],[31], Éditions L'Esprit des Aigles (Bruxelles),  (ISBN 9782874850257).

## Sources
- Notices d'autorité :   - VIAF
  - ISNI
  - BnF (données)
  - LCCN
  - Belgique
  - WorldCat
- Fiche sur l'auteur chez l'éditeur, lire en ligne.
- Articles de presse parus entre 2007 et 2012 dans Le Soir, La Libre Belgique, La Dernière Heure, L'Avenir.
- Participation à l'émission de la RTBF, C'est la Vie en +, le 21 mai 2008, voir en ligne.
- Émissions sur la chaîne de télévision publique locale Matélé en 2010 et 2011, voir en ligne.
- Bernadette Herman sur Samarcande, banque de données des bibliothèques publiques de la Fédération Wallonie-Bruxelles.
- Chaîne YouTube de Bernadette Herman : voir en ligne.